# Putamen
Putamenul (Putamen) (din latina putamen = coajă, cochilie) este porțiunea laterală, mai mare și mai întunecată, a nucleului lenticular, separată de globul palid lateral prin lama medulară laterală a nucleului lenticular (Lamina medullaris lateralis nuclei lentiformis); putamenul este conectat cu nucleul caudat prin punți  de benzi de substanță cenușie care penetrează capsula internă. Structura histologică a sa este similară cu cea a nucleului caudat, împreună cu care formează striatul (neostriatul).